# Sötväpplingssläktet
Sötväpplingssläktet (Melilotus) är ett växtsläkte i familjen ärtväxter med cirka 25 arter och de förekommer från Europa, till centrala Asien. Fler arter förekommer naturligt i Sverige.

## Taxonomi
Arter enligt Catalogue of Life:
- vit sötväppling (Melilotus albus)
- stor sötväppling (Melilotus altissimus)
- strandsötväppling (Melilotus dentatus)
- Melilotus elegans
- Melilotus hirsutus
- dvärgsötväppling (Melilotus indicus)
- åkersötväppling (Melilotus infestus)
- Melilotus italicus
- Melilotus macrocarpus
- marsksötväppling (Melilotus messanensis)
- Melilotus neapolitanus
- gul sötväppling (Melilotus officinalis)
- Melilotus polonicus
- tät sötväppling (Melilotus segetalis)
- Melilotus serratifolius
- Melilotus speciosus
- kinesisk sötväppling (Melilotus suaveolens)
- ribbsötväppling (Melilotus sulcatus)
- Melilotus tauricus
- rysk sötväppling (Melilotus wolgicus)